# Vertova
Vertova är en ort och kommun i provinsen Bergamo i regionen Lombardiet i Italien. Kommunen hade 4 587 invånare (2018).